# Герб Винницы
Герб Винницы (укр. Герб Вінниці) — официальный символ города Винница, административного центра Винницкой области Украины. Утверждён решением Винницкого городского совета № 28 от 16 мая 1993 года.

## История

### Литовско-польское государство
Впервые на территории современной Украины магдебургское право получили уже в XIV веке города Галичины, Подолья, Волыни, позже — Киевщины, Северщины, Слобожанщины и Юга. В 1640 году его получила Винница. В том же году Владиславом IV предоставлен и герб города — две сабли и крючки. Крест, переходит в два крючка, использовался на городских печатях в течение 300 лет. Две скрещённые сабли символизируют приграничное положение города.

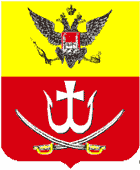
Герб Винницы от 22 января 1796 года

### Российская империя
После присоединения Правобережья к России с 1793 года Винница стала центром Брацлавского наместничества. Герб Винницы в Российской империи был утверждён достаточно быстро — 22 января 1796 года.
В верхней части щита на фоне имперского двуглавого орла изображён брацлавский герб (в память о былой принадлежности Винницы к Брацлавскому воеводству). В нижней части — герб, который был дан в 1650 году польским королём Яном Казимиром. Герб в нижней части представляет собой золотую Вуду, которая разделена на два жала и в корне содержит крест. Под удой положены косым крестом два меча.
После присоединения Правобережья к России с 1793 Винница стала центром Брацлавского наместничества. Герб Виннице в Российской империи был утвержден достаточно быстро — 22 января 1796 года.
В верхней части щита на фоне имперского двуглавого орла изображен брацлавский герб (на память о былом принадлежность Винницы в Брацлавского воеводства). В нижней части — герб, который был дан в 1650 году польским королём Яном Казимиром. Герб в нижней части представляет собой золотую вуду, которая разделена на два жала и в корне содержит крест. Во удоя положены косым крестом два меча.
15 марта 1860 года Бернгардом Кёне был разработан проект нового герба города: в красном поле золотая Вуда на два жала, разделённых в стороны, имеет в корне крест и под которой косые крестом положены два меча. В свободной части — герб Подольской губернии. Щит увенчан серебряной городской короной с тремя башенками и обрамлён двумя золотыми колосками, что окутаны Александровской лентой. Утверждение не получил.

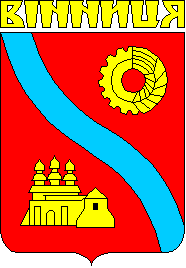
Герб советского времени

### Советский союз
Во времена раннего Советского Союза везде, где раньше использовался городской знак — на печатях органов местного самоуправления, культурных и образовательных учреждений, общественных организаций, на торжествах или официальных церемониях, — его заменили государственный герб и флаг.
Хрущёвская «оттепель» вернула доброе имя городской геральдике. Это засвидетельствовали статьи писателей Гранина «Пусть у города будет герб» в «Известия» 17 ноября 1959 года и Долматовского «Возродим геральдику наших городов» в «Советской культуре» 28 мая 1963 года. Писательское слово будто подтолкнуло общественное мнение, однако широкое общественное движение, по советским канонам, должен начать рабочий класс. Поэтому 25 июня 1965 года в «Ленинградской правде» была опубликована интересная статью Д. Валявина, мастера Адмиралтейского завода, депутата Верховного Совета РСФСР, «Эмблема доблести, чести и славы». Уже через пять дней центральные «Известия» сообщили об инициативе «Ленинградской правды». Отозвалась и столица: 17 сентября 1966 года в «Московской правде» появилась коллективная статья пяти известных в стране людей — Героя Социалистического Труда рабочего В. Ермилова, лауреата Ленинской премии скульптора С. Коненкова, археолога и историка академика Б. Рыбакова, писателя Льва Никулина, директора Музея истории и реконструкции Москвы Л. Ястрембского — под названием «Герб Москвы». После этой публикации начался конкурс на лучший проект герба города. В декабре того же года объявлен и первый открытый конкурс на герб Киева. Вскоре волна городского герботворение охватила периферию.
Утверждению гербов предшествовали открытые конкурсы, участие в которых мог принять практически каждый. Затем происходили широкие дискуссии, обсуждения проектов. Высказывались журналисты, художники, искусствоведы, писатели, учёные, учителя, краеведы, студенты, пенсионеры.
21 февраля 1969 года утверждён герб Винницы (художник А. Працков). Это красный щит с надписью вверху «Винница». Щит перерезан по диагонали голубой полосой (она символизирует реку Южный Буг). В верхней части справа фигура, образованная половиной шестерни и колосьями (на признак промышленного развития города и сельскохозяйственного характера края; эта фигура также символизирует «единство рабочего класса и крестьянства»). В нижнюю часть слева вписано изображение старинной башни. Сочетание красного и голубого цветов, по описанию, выходит из цветов Государственного флага УССР.

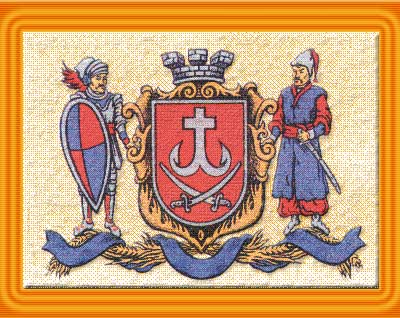
Современный Большой герб Винницы

### Современный герб
16 мая 1993 года решением Винницкого городского совета сессией № 28 был утверждён малый герб: в красном поле серебряный крест, нижняя часть которого разделена и переходит в два крючка, развёрнутые один влево, другой вправо; под ним скрещенные лезвием наружу сабли.
Щит обрамлён декоративным картушем и увенчан серебряной городской короной с тремя башенками.
В большом гербе в качестве щитодержателя выступают древний литовский воин и казак.